# 엘세이보주

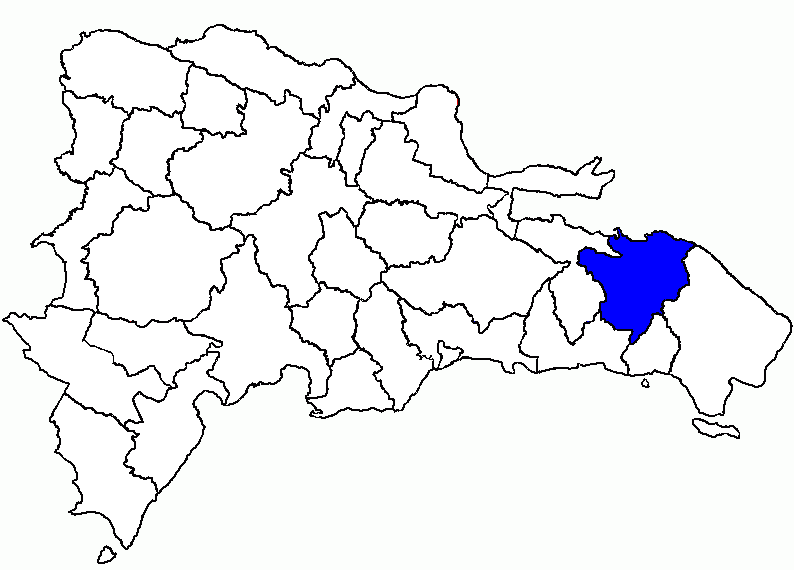
엘세이보 주의 위치

엘세이보주(스페인어: El Seibo)는 도미니카 공화국 동부에 위치한 주로 주도는 엘세이보이며 면적은 1,786.80km2, 인구는 110,212명(2014년 기준)이다. 1844년에 신설되었다.
동쪽으로는 라알타그라시아 주, 남쪽으로는 라로마나 주와 산페드로데마코리스 주, 서쪽으로는 아토마요르 주, 북쪽으로는 대서양과 접한다. 2개 지방 자치체와 5개 지구를 관할한다.